# Problème des deux empereurs

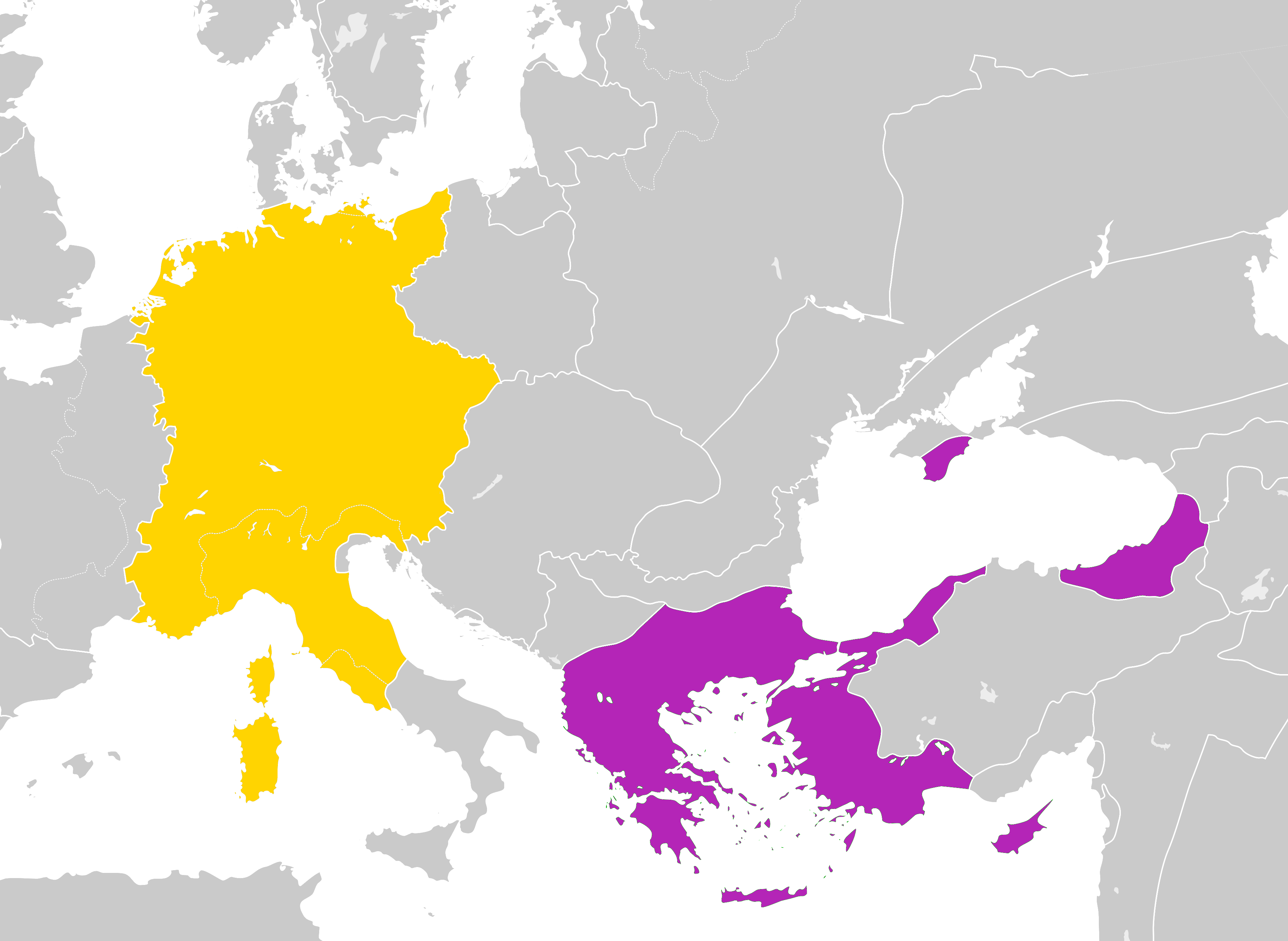
Le problème des deux empereurs concerne principalement le conflit médiéval entre les dirigeants du Saint-Empire romain germanique (jaune) et de l'Empire byzantin (violet) pour savoir quel dirigeant était l'empereur romain légitime, (frontières du 12e siècle).

Le problème de deux empereurs ou problème à deux empereurs (dérivant du terme allemand Zweikaiserproblem, grec moderne : πρόβλημα δύο αυτοκρατόρων) est le terme historiographique pour la contradiction historique entre l'idée de l'empire universel, selon laquelle il n'y a jamais eu qu'un seul véritable empereur à un moment donné, et la vérité selon laquelle il y avait souvent plusieurs individus qui revendiquaient cette position simultanément. Le terme est principalement utilisé en ce qui concerne l'histoire médiévale européenne et fait souvent référence en particulier au conflit de longue date entre les empereurs byzantins de Constantinople et les empereurs du Saint-Empire romain germanique dans l'Allemagne et l'Autriche actuelles quant à savoir quel monarque représentait l'empereur romain légitime.

## Contexte historique

L'évolution territoriale de l'Empire romain d'Orient sous chaque dynastie impériale jusqu'à sa disparition en 1453.

Après la chute de l'Empire romain d'Occident au Ve siècle, la civilisation romaine perdura dans la moitié orientale restante de l'Empire romain, souvent qualifiée par les historiens de l'Empire byzantin (bien qu'il s'identifie simplement comme « Empire romain »).
Comme les empereurs romains l'avaient fait dans l'Antiquité, les empereurs byzantins se considéraient comme des dirigeants universels. L’idée était que le monde contenait un seul empire (l’Empire romain) et une seule Église et cette idée a survécu malgré l’effondrement des provinces occidentales de l’empire. Bien que la dernière tentative de grande envergure pour remettre la théorie en pratique ait été les guerres de reconquête de Justinien Ier au VIe siècle, qui ont vu le retour de l'Italie et de l'Afrique sous le contrôle impérial, l'idée d'une grande reconquête occidentale est restée. Un rêve pour les empereurs byzantins depuis des siècles.
Parce que l'empire était constamment menacé aux frontières critiques au nord et à l'est, les Byzantins étaient incapables de concentrer beaucoup d'attention sur l'ouest et le contrôle romain disparaîtrait lentement à l'ouest. Néanmoins, leur prétention à l'empire universel a été reconnue par les autorités temporelles et religieuses occidentales, même si cet empire ne pouvait pas être physiquement restauré. Les rois gothique et francs des cinquième et sixième siècles ont reconnu la suzeraineté de l'empereur, car une reconnaissance symbolique de leur appartenance à l'Empire romain a également amélioré leur propre statut et leur a accordé une position dans l’ordre du temps perçu dans le monde. En tant que tels, les empereurs byzantins pouvaient encore percevoir l'Occident comme la partie occidentale de « leur » empire, momentanément aux mains des barbares, mais toujours formellement sous leur contrôle à travers un système de reconnaissance et d'honneurs accordés aux rois occidentaux par l'empereur.
Le long règne de l'empereur Constantin V (741-775) marqua un tournant géopolitique décisif dans les relations entre l'Est et l'Ouest. Bien que Constantin V ait mené avec succès plusieurs campagnes militaires contre les ennemis de son empire, ses efforts étaient centrés sur les Musulmans et les Bulgares, qui représentaient des menaces immédiates. Pour cette raison, la défense de l'Italie a été négligée. La principale unité administrative byzantine en Italie, l'Exarchat de Ravenne, tomba aux mains des Lombards en 751, mettant ainsi fin à la présence byzantine dans le nord de l'Italie. L'effondrement de l'Exarchat a eu des conséquences à long terme. Les papes, apparemment vassaux byzantins, se rendirent compte que le soutien byzantin n'était plus une garantie et commencèrent de plus en plus à compter sur le principal royaume d'Occident, le royaume franc, pour se soutenir contre les Lombards. Les possessions byzantines dans toute l'Italie, telles que Venise et Naples, commencèrent à lever leurs propres milices et devinrent effectivement indépendantes. L'autorité impériale a cessé d'être exercée en Corse et en Sardaigne et l'autorité religieuse dans le sud de l'Italie a été officiellement transférée par les empereurs des papes aux patriarches de Constantinople. Le monde méditerranéen, interconnecté depuis l'époque de l'Empire romain, avait été définitivement divisé entre l'Est et l'Ouest.

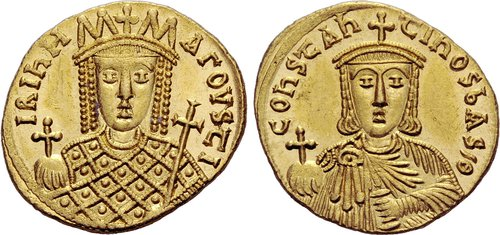
Pièce solidus représentant l'impératrice Irène (à gauche) à l'avers et son fils Constantin VI (à droite) au revers.

En 797, le jeune empereur Constantin VI fut arrêté, destitué et aveuglé par sa mère et ancienne régente, Irène d'Athènes. Elle gouverna ensuite l'empire comme son seul dirigeant, prenant le titre « Basileus » plutôt que la forme féminine « Basilissa » (utilisée pour les impératrices qui étaient les épouses des empereurs régnants). Dans le même temps, la situation politique en Occident évoluait rapidement. Le royaume franc avait été réorganisé et revitalisé sous le roi Charlemagne. Bien qu'Irène ait été en bons termes avec la papauté avant son usurpation du trône byzantin, l'acte a détérioré ses relations avec le Pape Léon III. Au même moment, le courtisan de Charlemagne Alcuin avait suggéré que le trône impérial était désormais vacant puisqu'une femme prétendait être empereur, perçu comme un symptôme de la décadence de l'empire d'Orient. Peut-être inspiré par ces idées et considérant peut-être l'idée d'une femme empereur comme une abomination, le pape Léon III a également commencé à considérer le trône impérial comme vacant. Lorsque Charlemagne visita Rome pour Noël en 800, il fut traité non pas comme un dirigeant territorial parmi d'autres, mais comme le seul monarque légitime d'Europe et le jour de Noël, il fut proclamé et couronné par le pape Léon III comme Empereur de les Romains.

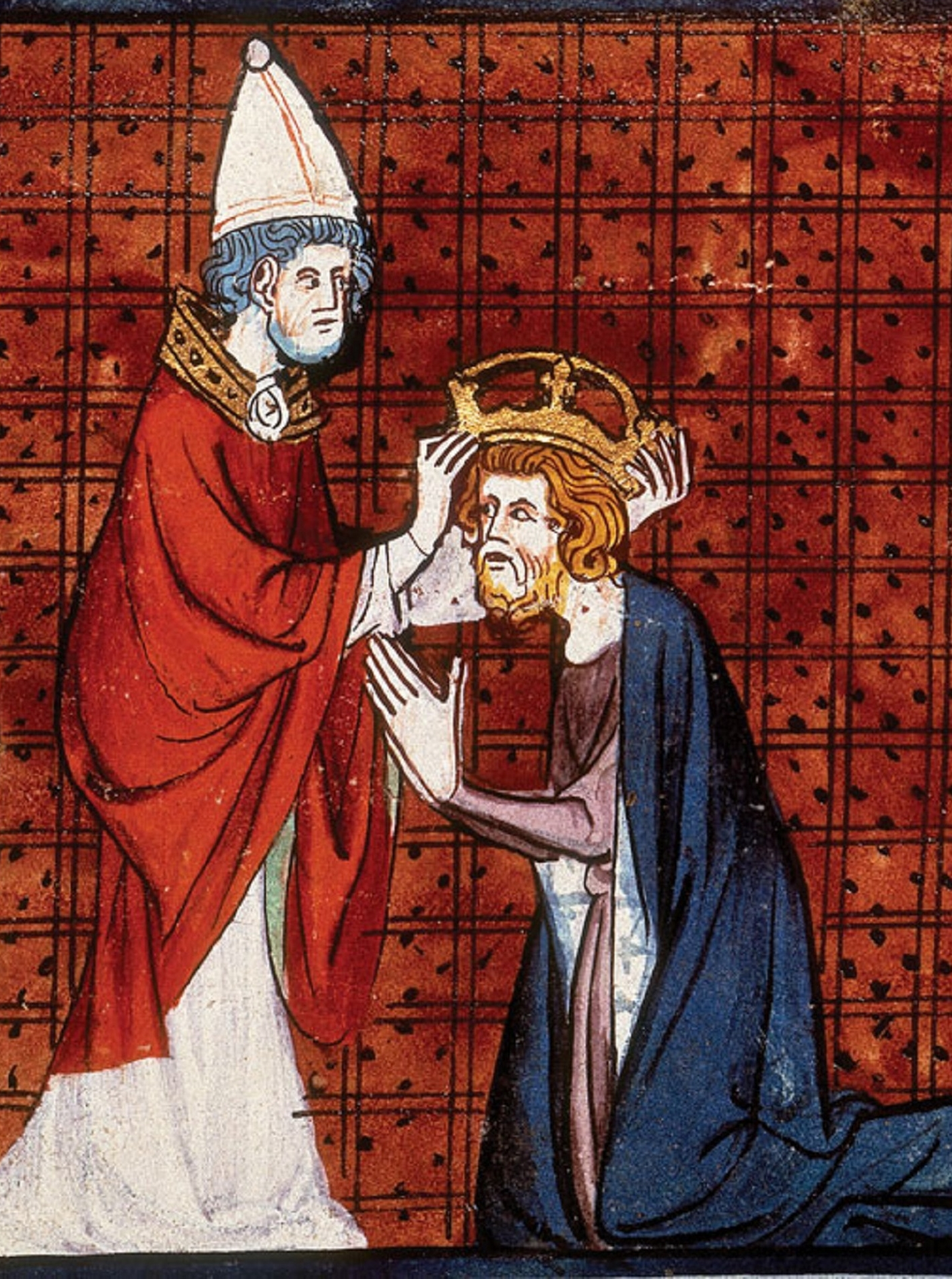
Refusant de reconnaître l'Empire d'Orient, le pape Léon III couronna Charlemagne empereur.

### Rome et l'idée de l'Empire universel
Bien que l'Empire romain soit un exemple de monarchie universelle, l'idée n'est pas exclusive aux Romains, ayant été exprimée dans des entités indépendantes telles que l'Empire aztèque et dans des royaumes antérieurs tels que l'Empire achéménide et l’Empire assyrien.
La plupart des « monarques universels » justifiaient leur idéologie et leurs actions par le divin ; se proclamant (ou étant proclamés par d'autres) soit comme divins eux-mêmes, soit comme nommés au nom du divin, ce qui signifie que leur règne était théoriquement justifié par le ciel. En liant la religion à l’empire et à son dirigeant, l’obéissance à l’empire est devenue la même chose que l’obéissance au divin. Comme ses prédécesseurs, la religion romaine antique fonctionnait à peu près de la même manière : les peuples conquis étaient censés participer au culte impérial quelle que soit leur foi avant la conquête romaine. Ce culte impérial a été menacé par des religions telles que le christianisme (où Jésus-Christ est explicitement proclamé comme le « Seigneur »), qui est l'une des principales raisons des dures persécutions contre les chrétiens au cours des premiers siècles de l'Empire romain ; la religion constituait une menace directe pour l'idéologie du régime. Bien que le christianisme soit finalement devenu la religion d’État de l’Empire romain au IVe siècle, l’idéologie impériale était loin d’être méconnaissable après son adoption. Comme le culte impérial précédent, le christianisme maintenait désormais l'unité de l'empire et, bien que les empereurs ne soient plus reconnus comme des dieux, les empereurs s'étaient imposés avec succès comme dirigeants de l'Église chrétienne à la place du Christ, unissant toujours autorité temporelle et spirituelle.
Dans l'Empire byzantin, l'autorité de l'empereur en tant que dirigeant temporel légitime de l'Empire romain et chef de la chrétienté resta incontestée jusqu'à la chute de l'empire au XVe siècle. Les Byzantins croyaient fermement que leur empereur était le dirigeant désigné par Dieu et son vice-roi sur Terre (illustré par son titre Deo coronatus, « couronné par Dieu »), qu'il était l'empereur romain (basileus ton Rhomaion), et en tant que tel la plus haute autorité du monde en raison de son empereur universel et exclusif. L'empereur était un dirigeant absolu qui ne dépendait de personne dans l'exercice de son pouvoir (illustré par son titre d'autokrator, ou modérateur latin). L'empereur était orné d'une aura de sainteté et n'était théoriquement responsable devant personne d'autre que Dieu lui-même. Le pouvoir de l'empereur, en tant que vice-roi de Dieu sur Terre, était également théoriquement illimité. En substance, l'idéologie impériale byzantine n'était qu'une christianisation de l'ancienne idéologie impériale romaine, qui était également universelle et absolutiste. L'Empire romain d'Occident s'effondra et les tentatives byzantines de conserver l'Occident échouèrent. L'Église prit la place de l'empire en Occident et, lorsque l'Europe occidentale émergea du chaos qui avait sévi du Ve au VIIe siècle, le pape était la principale autorité religieuse et les Francs la principale autorité temporelle. Le couronnement de Charlemagne comme empereur romain exprimait une idée différente des idées absolutistes des empereurs de l'Empire byzantin. Bien que l'empereur d'Orient ait conservé le contrôle à la fois de l'empire temporel et de l'Église spirituelle, l'émergence d'un nouvel empire en Occident fut un effort de collaboration. Le pouvoir temporel de Charlemagne avait été conquis grâce à ses guerres, mais il avait reçu la couronne impériale du pape. L'empereur et le pape avaient tous deux des prétentions à l'autorité ultime en Europe occidentale (les papes en tant que successeurs de Saint Pierre et les empereurs en tant que protecteurs de l'Église nommés par Dieu) et bien qu'ils reconnaissaient l'autorité de l'autre, leur « double règne » allait donner lieu à de nombreuses controverses (comme la Querelle des investitures et l'ascension et la chute de plusieurs antipapes).

## Différent entre le saint empire romain et l’empire byzantin

### Époque Carolingienne

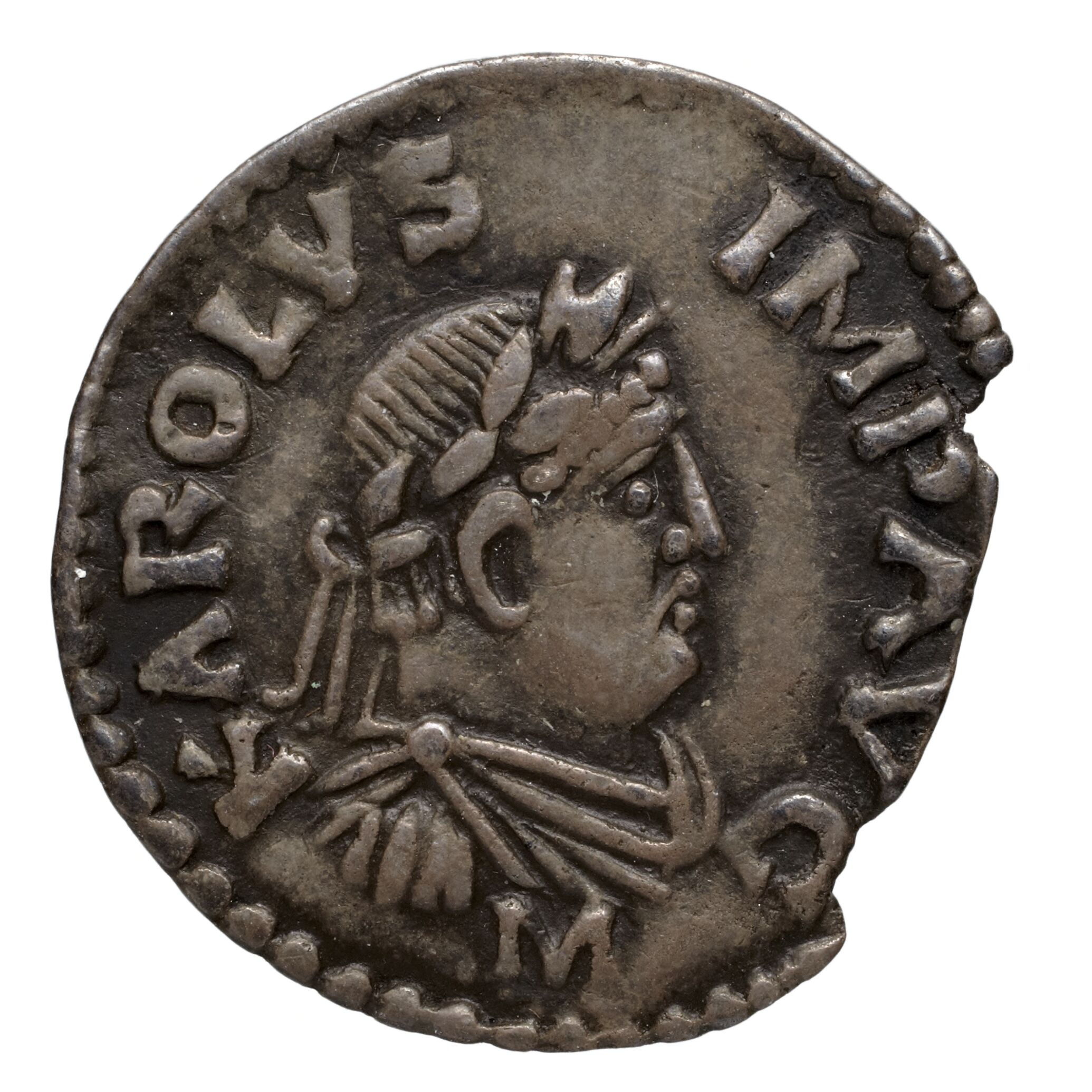
Denier du roi Franc Charlemagne, couronné en tant qu’empereur romain Karolus Imperator Augustus en 800 par le Pape Léon III à cause, et en opposition a l’empire romain d’orient étant gouvernée par Irene, une femme. Son couronnement fut fortement contesté par l’empire d’orient.

Bien que les habitants de l'Empire byzantin n'aient jamais cessé de se désigner eux-mêmes comme des « Romains » (Rhomaioi), des sources d'Europe occidentale datant du couronnement de Charlemagne et au-delà ont nié l'héritage romain de l'empire d'Orient en désignant ses habitants comme des « Grecs ». L'idée derrière ce changement de nom était que le couronnement de Charlemagne ne représentait pas une division (divisio imperii) de l'Empire romain en Occident et en Orient, ni une restauration (renovatio imperii) de l'ancien Empire romain d'Occident. Le couronnement de Charlemagne fut plutôt le transfert (translatio imperii) de imperium Romanum des Grecs de l'Est aux Francs de l'Ouest. Pour ses contemporains d'Europe occidentale, le facteur clé de légitimation de Charlemagne en tant qu'empereur (autre que l'approbation papale) était les territoires qu'il contrôlait. Comme il contrôlait les terres autrefois romaines de Gaule, de Germanie et d'Italie (y compris Rome elle-même), et qu'il agissait comme un véritable empereur dans ces terres, que l'empereur d'Orient était considéré comme ayant abandonnées, il méritait donc d'être appelé empereur.
Bien que couronné comme un refus explicite de la prétention de l'empereur d'Orient à la domination universelle, Charlemagne lui-même ne semble pas avoir été intéressé par une confrontation avec l'Empire byzantin ou ses dirigeants. Lorsque Charlemagne fut couronné par le pape Léon III, le titre qui lui fut conféré était simplement « Imperator ». Lorsqu'il écrivit à Constantinople en 813, Charlemagne se qualifia lui-même d'« empereur et auguste et aussi roi des Francs et des Lombards », identifiant le titre impérial avec ses titres royaux précédents concernant les Francs et les Lombards, plutôt qu'avec les Romains. En tant que tel, son titre impérial pourrait être considéré comme découlant du fait qu'il était le roi de plus d'un royaume (assimilant le titre d'empereur à celui de roi des rois), plutôt que comme une usurpation du pouvoir byzantin.
Sur ses pièces de monnaie, le nom et le titre utilisés par Charlemagne sont « Karolus Imperator Augustus » et dans ses propres documents, il utilise « Imperator Augustus Romanum gubernans Imperium » (« empereur auguste, gouvernant l'Empire romain ») et « serenissimus Augustus a Deo coronatus, magnus pacificus Imperator Romanorum gubernans Imperium » (« le très serein Auguste couronné par Dieu, grand empereur pacifique gouvernant l'empire des Romains »). L'identification comme un « empereur gouvernant l'Empire romain » plutôt qu'un L'expression « empereur romain » pourrait être considérée comme une tentative d'éviter le conflit et la question de savoir qui était le véritable empereur et de tenter de maintenir intacte l'unité perçue de l'empire.
En réponse à l'adoption franque du titre impérial, les empereurs byzantins (qui utilisaient auparavant simplement « empereur » comme titre) adoptèrent le titre complet d'« empereur des Romains » pour montrer clairement leur suprématie. Pour les Byzantins, le couronnement de Charlemagne était un rejet de leur perception de l'ordre du monde et un acte d'usurpation. Bien que l'empereur Michel I ait fini par céder et ait reconnu Charlemagne comme empereur et « frère spirituel » de l'empereur d'Orient, Charlemagne n'a pas été reconnu comme l'empereur « romain » et son « imperium » a été considéré comme limité à ses domaines réels (en tant que tel, non universel) et non comme quelque chose qui lui survivrait (ses successeurs étant appelés « rois » plutôt qu'empereurs dans les sources byzantines).
Après le couronnement de Charlemagne, les deux empires se sont engagés dans une diplomatie l'un avec l'autre. Les termes exacts discutés sont inconnus et les négociations furent lentes, mais il semble que Charlemagne ait proposé en 802 que lui et Irène se marient et unissent leurs empires. Ainsi, l'empire aurait pu se « réunir » sans disputes quant à savoir quel souverain était le souverain légitime. Ce plan échoua cependant, car le message n'arriva à Constantinople qu'après qu'Irène eut été déposée et exilée par un nouvel empereur, Nicéphore Ier.

#### Louis II et Basile Ier
L'une des principales informations concernant le problème des deux empereurs à l'époque carolingienne est une lettre de l'empereur Louis II. Louis II était le quatrième empereur de l'Empire carolingien, bien que son domaine fût limité au nord de l'Italie, le reste de l'empire s'étant fracturé en plusieurs royaumes différents, bien que ceux-ci reconnaissent toujours Louis comme empereur. Sa lettre était une réponse à une lettre provocatrice de l'empereur byzantin Basile Ier. Bien que la lettre de Basile soit perdue, son contenu peut être déterminé à partir de la situation géopolitique connue à l'époque et de la réponse de Louis et est probablement lié à la coopération en cours entre les deux empires contre les musulmans. Le point central de la lettre de Basile était son refus de reconnaître Louis II comme empereur romain.
Basile semble avoir fondé son refus sur deux arguments principaux. Tout d'abord, le titre d'empereur romain n'était pas héréditaire (les Byzantins le considéraient toujours comme une fonction républicaine, bien qu'elle soit intimement liée à la religion) et ensuite, il n'était pas considéré comme approprié pour une personne appartenant à une « gens » (c'est-à-dire à une ethnie) de détenir ce titre. Les Francs et d'autres groupes à travers l'Europe étaient considérés comme des « gentes » différentes, mais pour Basile et le reste des Byzantins, « Romain » n'était pas une « gens ». Les Romains étaient définis principalement par leur absence de « gens » et, en tant que tel, Louis n'était pas romain et donc pas un empereur romain. Il n'y avait qu'un seul empereur romain, Basile lui-même, et bien que Basile ait considéré que Louis pouvait être un empereur des Francs, il semble avoir également remis cela en question, car seul le dirigeant des Romains devait être intitulé « basileus » (empereur).
Comme l'illustre la lettre de Louis, l'idée occidentale d'ethnicité était différente de l'idée byzantine ; tout le monde appartenait à une certaine forme d'ethnicité. Louis considérait que la « gens romana » (peuple romain) était le peuple qui vivait dans la ville de Rome, qu'il considérait comme ayant été désertée par l'Empire byzantin. Toutes les « gentes » pouvaient être dirigées par un « basileus » dans l'esprit de Louis et comme il l'a souligné, le titre (qui signifiait à l'origine simplement « roi ») avait été appliqué à d'autres dirigeants dans le passé (notamment aux dirigeants perses). De plus, Louis n'était pas d'accord avec l'idée selon laquelle quelqu'un d'une « gens » ne pouvait pas devenir empereur romain. Il considérait que les « gentes » d'Hispanie (la dynastie théodosienne), d'Isaurie (l'Empire byzantin sous la dynastie isaurienne) et de Khazaria (Léon IV le Khazar) avaient toutes donné des empereurs, bien que les Byzantins eux-mêmes les aient tous considérés comme des Romains et non comme des peuples de « gentes ». Les opinions exprimées par les deux empereurs à propos de l'ethnicité sont quelque peu paradoxales ; Basile a défini l'Empire romain en termes ethniques (le définissant explicitement comme contre l'ethnicité) bien qu'il ne considère pas les Romains comme une ethnie et Louis n'a pas défini l'Empire romain en termes ethniques (le définissant comme un empire de Dieu, le créateur de toutes les ethnies) bien qu'il considère les Romains comme un peuple ethnique.

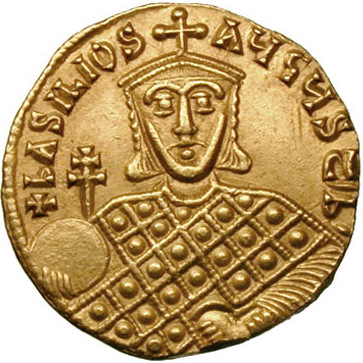
Pièce de monnaie de empereur byzantin Basile I qui le nomme Basilios Augustus

Louis II a également tiré sa légitimité de la religion. Il a fait valoir que, comme le pape de Rome, qui contrôlait réellement la ville, avait rejeté les tendances religieuses des Byzantins comme hérétiques et favorisait plutôt les Francs et parce que le pape l'avait également couronné empereur, Louis était l'empereur romain légitime. L'idée était que c'était Dieu lui-même, agissant par l'intermédiaire de son vicaire le pape, qui lui avait accordé l'église, le peuple et la ville de Rome pour qu'il les gouverne et les protège. La lettre de Louis précise que s'il n'était pas l'empereur des Romains, il ne pouvait pas non plus être l'empereur des Francs, car c'était le peuple romain lui-même qui avait accordé à ses ancêtres le titre impérial. Contrairement à l'affirmation papale de sa lignée impériale, Louis réprimandait l'empire d'Orient pour le fait que ses empereurs n'étaient pour la plupart confirmés que par leur sénat et que parfois même cela manquait, certains empereurs ayant été proclamés par l'armée, ou pire, par des femmes (probablement une référence à Irène). Louis a probablement négligé le fait que l'affirmation de l'armée était la source antique originale du titre de « imperator », avant qu'il ne désigne le dirigeant de l'Empire romain.
Bien qu'il aurait été possible pour l'une ou l'autre des parties en litige de reconnaître la vérité évidente, à savoir qu'il y avait désormais deux empires et deux empereurs, cela aurait nié la nature comprise de ce qu'était et signifiait l'empire (son unité). La lettre de Louis offre en effet des éléments prouvant qu'il aurait pu reconnaître la situation politique comme telle ; Louis est désigné comme l'« auguste empereur des Romains » et Basile comme le « très glorieux et pieux empereur de la Nouvelle Rome » et il suggère que l'« empire indivisible » est l'empire de Dieu et que « Dieu n'a pas accordé à cette église d'être dirigée par moi ou par vous seuls, mais afin que nous soyons liés les uns aux autres par un tel amour que nous ne puissions être divisés, mais que nous semblions exister comme un seul ». Ces références sont plus susceptibles de signifier que Louis considérait toujours qu'il y avait un seul empire, mais avec deux prétendants impériaux (en fait un empereur et un anti-empereur). Aucune des deux parties au conflit n'aurait été disposée à rejeter l'idée d'un empire unique. Le fait que Louis fasse référence à l'empereur byzantin comme à un empereur dans la lettre est peut-être simplement une courtoisie, plutôt qu'une implication qu'il a véritablement accepté son règne impérial.
La lettre de Louis mentionne que les Byzantins ont abandonné Rome, siège de l'empire, et ont perdu le mode de vie romain et la langue latine. Selon lui, le fait que l'empire soit gouverné depuis Constantinople ne signifie pas qu'il a survécu, mais plutôt qu'il a fui ses responsabilités.  Bien qu'il ait dû approuver son contenu, Louis n'a probablement pas écrit sa lettre lui-même et elle a probablement été rédigée par l'éminent clerc Anastasius Bibliothecarius. Anastase n'était pas un Franc mais un citoyen de la ville de Rome (selon Louis, un « Romain ethnique »). Ainsi, des personnalités importantes de Rome partageaient les vues de Louis, ce qui montre qu'à son époque, l'Empire byzantin et la ville de Rome s'étaient beaucoup éloignés.
Après la mort de Louis en 875, les empereurs continuèrent à être couronnés en Occident pendant quelques décennies, mais leurs règnes furent souvent brefs et problématiques et ils ne détinrent qu'un pouvoir limité. Ainsi, le problème de deux empereurs cessa d'être un problème majeur pour les Byzantins, pendant un certain temps.

## Conflit byzantino-bulgare

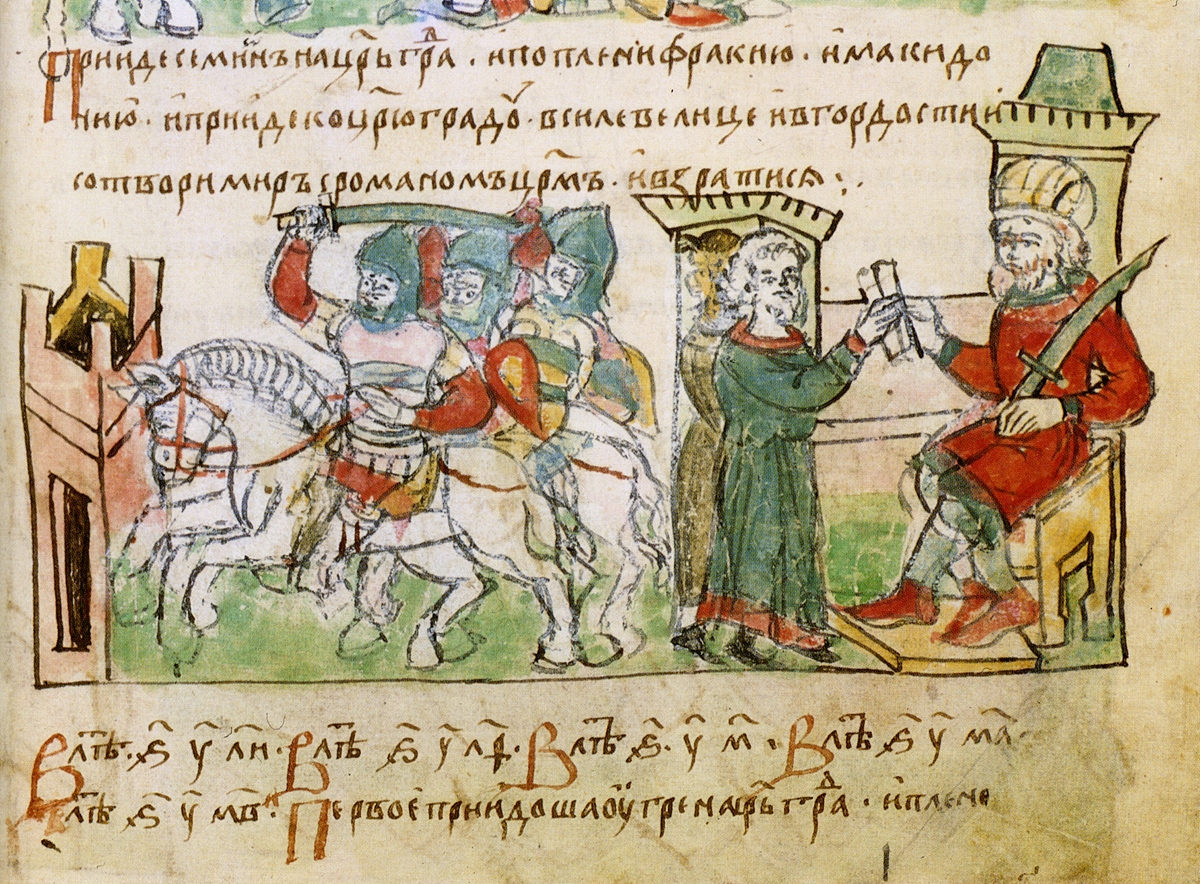
Romain Ier Lécapène négociant avec Siméon Ier de Bulgarie, miniature du XVe siècle tirée de la Chronique de Radziwiłł.

Le conflit entre l’Empire byzantin et le Saint-Empire romain germanique s’est principalement limité au domaine diplomatique et n’a jamais véritablement dégénéré en guerre ouverte. Cela était probablement dû principalement à la grande distance géographique séparant les deux empires ; une campagne à grande échelle aurait été impossible à entreprendre pour l'un ou l'autre des empereurs.  Les événements en Allemagne, en France et en Occident en général n'intéressaient guère les Byzantins, car ils croyaient fermement que les provinces occidentales seraient finalement reconquises.  Les développements politiques dans leur proche voisinage étaient d'un intérêt plus convaincant et, en 913, le Knyaz (prince ou roi) de Bulgarie, Siméon Ier, arriva devant les murs de Constantinople avec une armée. Les exigences de Siméon Ier n'étaient pas seulement que la Bulgarie soit reconnue comme indépendante de l'Empire byzantin, mais qu'elle soit désignée comme un nouvel empire universel, absorbant et remplaçant l'empire universel de Constantinople. En raison de la menace représentée, le patriarche de Constantinople, Nicolas Mystikos, accorda une couronne impériale à Siméon. Siméon fut désigné comme empereur des Bulgares, et non des Romains, et en tant que tel, le geste diplomatique avait été quelque peu malhonnête. 
Les Byzantins découvrirent bientôt que Siméon se présentait en fait non seulement comme l' empereur des Bulgares, mais comme l' empereur des Bulgares et des Romains . Le problème fut résolu lorsque Siméon mourut en 927 et que son fils et successeur, Pierre Ier, adopta simplement le titre d'empereur des Bulgares en signe de soumission à l'empire universel de Constantinople. Le conflit, découlant des revendications de Siméon, sera parfois ravivé par de puissants monarques bulgares qui adopteront à nouveau le titre d' empereur des Bulgares et des Romains, comme Kaloyan ( r. 1196-1207) et Ivan Asen II ( r. 1218–1241).  Kaloyan a tenté d'être reconnu comme empereur par le pape Innocent III, mais Innocent a refusé, proposant à la place de fournir un cardinal pour le couronner simplement comme roi.  Le conflit fut également momentanément ravivé par les dirigeants de Serbie en 1346 avec le couronnement de Stefan Dušan comme empereur des Serbes et des Romains . 

## Conflit entre le Saint Empire romain et les Ottomans

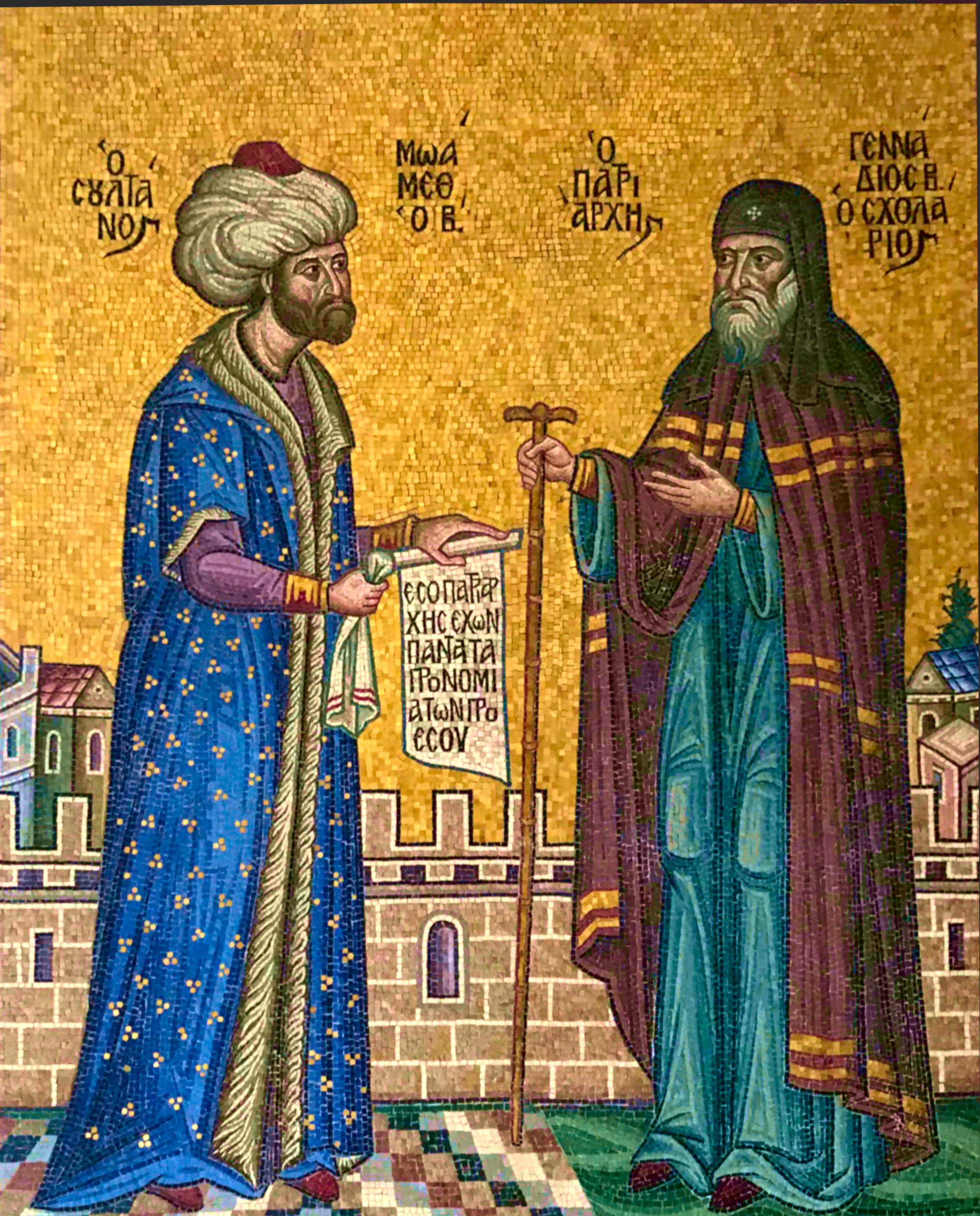
Sultan Mehmed II (À gauche ,dessiné n compagnie du patriarche Gennadios à sa droite)se réclamant de l’héritage de l’Empire byzantin après la conquête de Constantinople en 1453.Mehmed et ses successeurs continueront de refuser de reconnaître les dirigeants du Saint-Empire romain germanique comme empereur jusqu’à 1606.

Avec la chute de Constantinople en 1453 et la montée de l' Empire ottoman à la place de l'Empire byzantin, le problème des deux empereurs revint. Mehmed II, qui avait conquis la ville, s'est explicitement intitulé Kayser-i Rûm ( César de l'Empire romain), postulant une prétention à la domination du monde grâce à l'utilisation du titre romain. Mehmed s'est délibérément lié à la tradition impériale byzantine, en apportant peu de changements à Constantinople elle-même et en travaillant à la restauration de la ville par des réparations et une immigration (parfois forcée), ce qui a rapidement conduit à un essor économique. Mehmed nomma également un nouveau patriarche grec orthodoxe, Gennadios, et commença à frapper ses propres pièces de monnaie (une pratique à laquelle les empereurs byzantins s'étaient livrés, mais que les Ottomans n'avaient jamais pratiquée auparavant). De plus, Mehmed introduisit des cérémonies et des protocoles de cour plus stricts inspirés de ceux des Byzantins. 
Les contemporains de l'Empire ottoman ont reconnu l'accession de Mehmed au titre impérial et sa prétention à la domination mondiale. L'historien Michel Critobulus a décrit le sultan comme « l'empereur des empereurs », « l'autocrate » et « le seigneur de la terre et de la mer selon la volonté de Dieu ». Dans une lettre adressée au doge de Venise, Mehmed est décrit par ses courtisans comme « l'empereur ». D'autres titres étaient également parfois utilisés, tels que « grand-duc » et « prince des Romains turcs ». Les citoyens de Constantinople et de l'ancien Empire byzantin (qui s'identifiaient encore comme « Romains » et non « Grecs » jusqu'à l'époque moderne) considéraient l'Empire ottoman comme représentant toujours leur empire, l'empire universel ; la capitale impériale était toujours Constantinople et son souverain, Mehmed II, était le basileus. Comme pour les empereurs byzantins avant eux, le statut impérial des sultans ottomans s'exprimait principalement par le refus de reconnaître les empereurs du Saint-Empire romain germanique comme des dirigeants égaux. En diplomatie, les empereurs occidentaux étaient appelés kıral (rois) de Vienne ou de Hongrie. Cette pratique fut cimentée et renforcée par le traité de Constantinople de 1533, signé par l'Empire ottoman (sous Soliman Ier ) et l'archiduché d'Autriche (représenté par Ferdinand Ier au nom de l'empereur Charles Quint ), dans lequel il fut convenu que Ferdinand Ier serait considéré comme le roi d'Allemagne et Charles Quint comme le roi d'Espagne. Ces titres étaient considérés comme ayant le même rang que celui de grand vizir de l'Empire ottoman, subordonné au titre impérial détenu par le sultan. Le traité interdisait également à ses signataires de considérer quiconque comme empereur, à l'exception du sultan ottoman. Le problème des deux empereurs et le conflit entre le Saint-Empire romain germanique et l'Empire ottoman seraient finalement résolus après que les deux empires aient signé un traité de paix à la suite d'une série de défaites ottomanes. Dans la paix de Zsitvatorok de 1606, le sultan ottoman Ahmed Ier, pour la première fois dans l'histoire de son empire, reconnut officiellement l'empereur du Saint-Empire romain germanique Rodolphe II avec le titre de padishah (empereur) plutôt que de kıral . Ahmed a pris soin d'écrire « comme un père à son fils », soulignant symboliquement que l'empire oriental conservait une certaine primauté sur son homologue occidental. Dans l’Empire ottoman lui-même, l’idée que le sultan était un dirigeant universel a persisté malgré sa reconnaissance de l’empereur du Saint-Empire romain germanique comme son égal. Écrivant en 1798, le patriarche grec orthodoxe de Jérusalem, Anthemus, considérait l'Empire ottoman comme imposé par Dieu lui-même comme l'empire suprême sur Terre et comme quelque chose qui était né des relations des empereurs paléologues avec les chrétiens occidentaux : L'idée du Saint Empire romain germanique selon laquelle l'empire situé principalement en Allemagne constituait le seul empire légitime a finalement donné lieu à l'association avec l'Allemagne et au titre impérial, plutôt qu'à l'association avec les anciens Romains. La première mention du « Saint Empire romain germanique » (une expression rarement utilisée officiellement) date du XVe siècle et son abréviation de plus en plus utilisée par la suite, imperium Romano-Germanicum, démontre que les contemporains de l'empire voyaient de plus en plus l'empire et ses empereurs non pas comme les successeurs d'un empire romain qui existait depuis l'Antiquité, mais plutôt comme une nouvelle entité apparue dans l'Allemagne médiévale dont les dirigeants étaient appelés « empereurs » pour des raisons politiques et historiques. Au XVIe siècle jusqu'à nos jours, le terme « empereur » a donc été de plus en plus appliqué aux dirigeants d'autres pays. Les empereurs du Saint-Empire romain germanique eux-mêmes ont affirmé qu'ils étaient les successeurs des anciens empereurs romains jusqu'à l'abdication de François II, le dernier empereur du Saint-Empire romain germanique, en 1806.

## Conflit entre le Saint-Empire romain germanique et la Russie

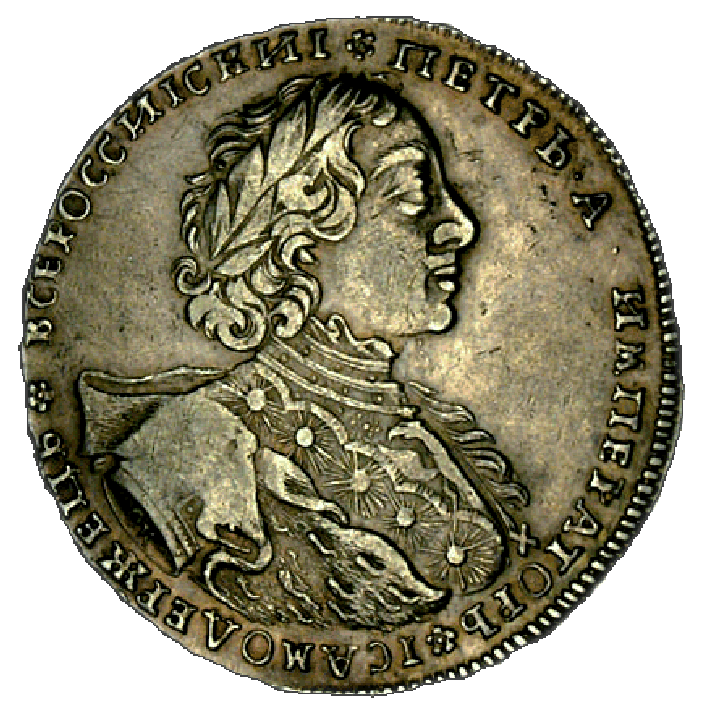
Pièce de monnaie de l'empereur russe (tsar) Pierre Ier, l'empereur étant représenté avec une couronne de laurier, comme les anciens empereurs romains le faisaient sur leurs pièces de monnaie.

Au moment de la première ambassade du Saint-Empire romain germanique en Russie en 1488, « le problème des deux empereurs s'était [déjà] transféré à Moscou. »  En 1472, Ivan III, grand-prince de Moscou, épousa la nièce du dernier empereur byzantin, Zoé Paléologue, et se déclara officieusement tsar (empereur) de toutes les principautés russes. En 1480, il cessa de payer tribut à la Horde d'Or et adopta l'aigle impérial à deux têtes comme l'un de ses symboles. Une théorie russe distincte de la translatio imperii a été développée par l'abbé Philothée de Pskov. Dans cette doctrine, la première Rome tomba dans l'hérésie (le catholicisme) et la seconde Rome (Constantinople) dans les infidèles (les Ottomans), mais la troisième Rome (Moscou) perdurera jusqu'à la fin du monde. 
En 1488, Ivan III demanda la reconnaissance de son titre comme équivalent d'empereur, mais cela fut refusé par l'empereur du Saint-Empire romain germanique Frédéric III et d'autres souverains d'Europe occidentale. Ivan IV alla encore plus loin dans ses prétentions impériales. Il prétendait être un descendant du premier empereur romain, Auguste, et lors de son couronnement en tant que tsar en 1561, il utilisa une traduction slave du service de couronnement byzantin et de ce qu'il prétendait être des insignes byzantins. 
Selon Marshall Poe, la théorie de la Troisième Rome s'est d'abord répandue parmi les clercs et, pendant une grande partie de son histoire, elle considérait encore Moscou comme subordonnée à Constantinople ( Tsargrad ), une position également détenue par Ivan IV.  Poe soutient que la doctrine de Philothée sur la Troisième Rome a peut-être été en grande partie oubliée en Russie, reléguée aux Vieux-croyants, jusqu'à peu de temps avant le développement du panslavisme. Cette idée n’a donc pas pu influencer directement la politique étrangère de Pierre et de Catherine, même si ces tsars se comparaient aux Romains. Une version expansionniste de la Troisième Rome réapparut principalement après le couronnement d'Alexandre II en 1855, une perspective à travers laquelle les écrivains russes ultérieurs réinterpréteront la Russie moderne, sans doute de manière anachronique. 
Avant l’ ambassade de Pierre le Grand en 1697-1698, le gouvernement tsariste avait une mauvaise compréhension du Saint-Empire romain germanique et de sa constitution. Sous Pierre le Grand, l'usage de l'aigle à deux têtes s'est accru et d'autres symboles moins byzantins du passé romain ont été adoptés, comme lorsque le tsar était représenté comme un ancien empereur sur les pièces de monnaie frappées après la bataille de Poltava en 1709. La Grande Guerre du Nord a amené la Russie à s'allier à plusieurs princes d'Allemagne du Nord et des troupes russes ont combattu dans le nord de l'Allemagne. En 1718, Pierre publia une lettre envoyée au tsar Vassili III par l'empereur du Saint-Empire romain germanique Maximilien Ier, datée du 4 août 1514 , dans laquelle l'empereur s'adressait au Russe comme étant Kaiser et implicitement son égal. En octobre 1721, il prend le titre d'imperator . Les empereurs du Saint-Empire romain germanique refusèrent de reconnaître ce nouveau titre ; on souligna que la lettre de Maximilien était le seul exemple d'utilisation du titre de « Kaiser » pour les monarques russes. La proposition de Pierre d'alterner entre les monarques russe et allemand comme premiers dirigeants de l'Europe fut également rejetée. L'empereur Charles VI, soutenu par la France, insista sur le fait qu'il ne pouvait y avoir qu'un seul empereur.  Malgré l'alliance entre Charles VI et Catherine I de Russie formellement conclue en 1726, il était spécifiquement stipulé que le monarque russe ne devait pas utiliser le titre impérial dans sa correspondance avec l'empereur du Saint-Empire romain germanique,  et le traité d'alliance omet toute référence à ce sujet.  
La raison de l'acceptation progressive des revendications russes fut la guerre de Succession d'Autriche, où les deux camps tentèrent d'attirer la Russie vers eux. En 1742, la cour viennoise de Marie-Thérèse reconnut formellement le titre impérial russe, sans toutefois admettre la parité du souverain russe. Son rival, l'empereur Charles VII, lors de son couronnement en 1742, refusa dans un premier temps de reconnaître les prétentions russes. Cependant, à la fin de 1743, le cours de la guerre et l'influence des alliés prussiens (qui avaient reconnu le titre impérial russe presque immédiatement en 1721) le convainquirent qu'une certaine forme de reconnaissance devait être offerte. Cela fut fait au début de 1744 ; cependant, dans ce cas, Charles VII n'agissait qu'en sa qualité d'électeur bavarois et non en tant qu'empereur du Saint-Empire romain germanique. Au moment de sa mort, la question n’avait toujours pas été formellement réglée au niveau impérial. Ce n'est qu'en 1745 que le collège électoral impérial reconnut les revendications russes, qui furent ensuite confirmées dans le document produit par l'empereur nouvellement élu François Ier (le mari de Marie-Thérèse) et formellement ratifié par le Reichstag en 1746.  
À trois reprises entre 1733 et 1762, les troupes russes combattirent aux côtés des Autrichiens à l'intérieur de l'empire. La souveraine de la Russie de 1762 à 1796, Catherine la Grande, était une princesse allemande. En 1779, elle a contribué à négocier la paix de Teschen qui a mis fin à la guerre de Succession de Bavière. Par la suite, la Russie a affirmé être garante de la constitution impériale selon la paix de Westphalie (1648) au même titre que la France et la Suède.  En 1780, Catherine II a appelé à l'invasion de l'Empire ottoman et à la création d'un nouvel Empire grec ou d'un Empire romain d'Orient restauré, à ces fins une alliance a été conclue entre le Saint-Empire romain germanique de Joseph II et l'Empire russe de Catherine II.  L'alliance entre Joseph et Catherine fut, à l'époque, annoncée comme un grand succès pour les deux partis.  Ni le plan grec ni l’ alliance austro-russe ne dureront longtemps. Néanmoins, les deux empires feront partie des coalitions anti-napoléoniennes ainsi que du Concert européen. Tout conflit éventuel entre le Saint-Empire romain germanique et la Russie prit fin avec la dissolution du Saint-Empire romain germanique en 1806.